# Rouyn-Noranda–Témiscamingue
Pour les articles homonymes, voir Rouyn-Noranda et Témiscamingue (homonymie).
Circonscription électorale provinciale du Canada
La circonscription de Rouyn-Noranda–Témiscamingue a été créée en 1980. Elle est située dans le nord-ouest du Québec dans la région de l'Abitibi-Témiscamingue.

## Historique
La circonscription de Rouyn-Noranda–Témiscamingue a été créée en 1980. Elle a été formée d'une partie de la circonscription de Pontiac-Témiscamingue (10 728 électeurs) et de celle de Rouyn-Noranda (24 385 électeurs). Du même coup, l'actuelle circonscription de Pontiac a aussi été créée.
Elle n'a pas subi de modifications substantielles de ses limites depuis sa création, les seuls changements étant liés aux modifications des limites municipales,,.

## Territoire et limites
La circonscription de Rouyn-Noranda–Témiscamingue comprend la ville de Rouyn-Noranda, à l'exception du territoire de l'ancienne municipalité de Cadillac et de celui des anciens territoires non organisés de Lac-Montanier, de Lac-Surimau et de Rapide-des-Cèdres, qui font partie de la circonscription d'Abitibi-Est. Elle comprend aussi les municipalités suivantes :
- Béarn
- Belleterre
- Duhamel-Ouest
- Fugèreville
- Guérin
- Hunter's Point (ÉI)
- Kebaowek (RI)
- Kipawa
- Laforce
- Laniel (TNO)
- Latulipe-et-Gaboury
- Laverlochère-Angliers
- Les Lacs-du-Témiscamingue (TNO)
- Lorrainville
- Moffet
- Nédélec
- Notre-Dame-du-Nord
- Rémigny
- Saint-Bruno-de-Guigues
- Saint-Édouard-de-Fabre
- Saint-Eugène-de-Guigues
- Témiscaming
- Timiskaming (RI)
- Ville-Marie
- Winneway (ÉI)

## Liste des députés
| Législature                                                                               | Années       | Député | Député                   | Parti            |
| ----------------------------------------------------------------------------------------- | ------------ | ------ | ------------------------ | ---------------- |
| Rouyn-Noranda–Témiscamingue Créée depuis Gatineau, Pontiac-Témiscamingue et Rouyn-Noranda |              |        |                          |                  |
| 32e                                                                                       | 1981–1985    |        | Gilles Baril             | Parti québécois  |
| 33e                                                                                       | 1985–1989    |        | Gilles Baril             | Libéral          |
| 34e                                                                                       | 1989–1994    |        | Rémy Trudel              | Parti québécois  |
| 35e                                                                                       | 1994–1998    |        | Rémy Trudel              | Parti québécois  |
| 36e                                                                                       | 1998–2003    |        | Rémy Trudel              | Parti québécois  |
| 37e                                                                                       | 2003–2007    |        | Daniel Bernard           | Libéral          |
| 38e                                                                                       | 2007–2008    |        | Johanne Morasse          | Parti québécois  |
| 39e                                                                                       | 2008–2012    |        | Daniel Bernard           | Libéral          |
| 40e                                                                                       | 2012–2014    |        | Gilles Chapadeau         | Parti québécois  |
| 41e                                                                                       | 2014–2018    |        | Luc Blanchette           | Libéral          |
| 42e                                                                                       | 2018–2022    |        | Émilise Lessard-Therrien | Québec solidaire |
| 43e                                                                                       | 2022–présent |        | Daniel Bernard           | Coalition avenir |

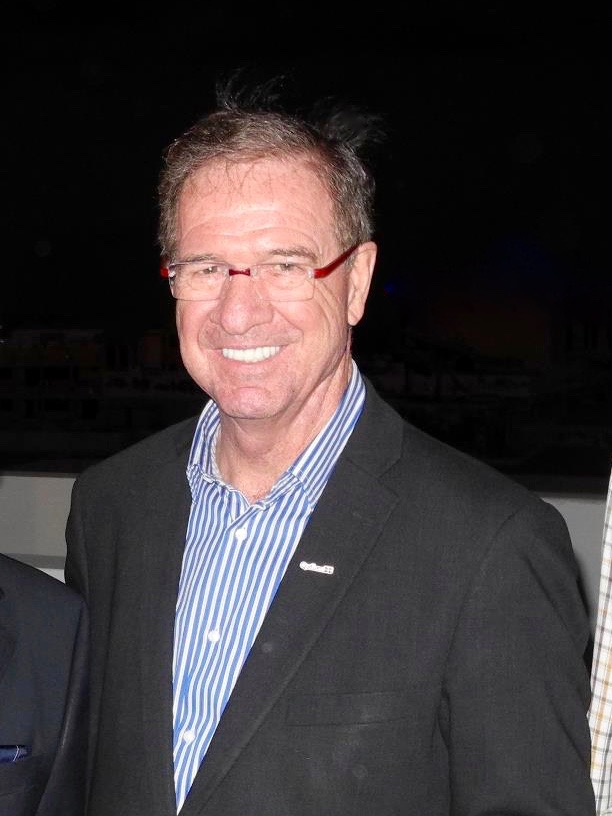
Rémy Trudel est député de Rouyn-Noranda-Témiscamingue pour le Parti québécois de 1989 à 2003.
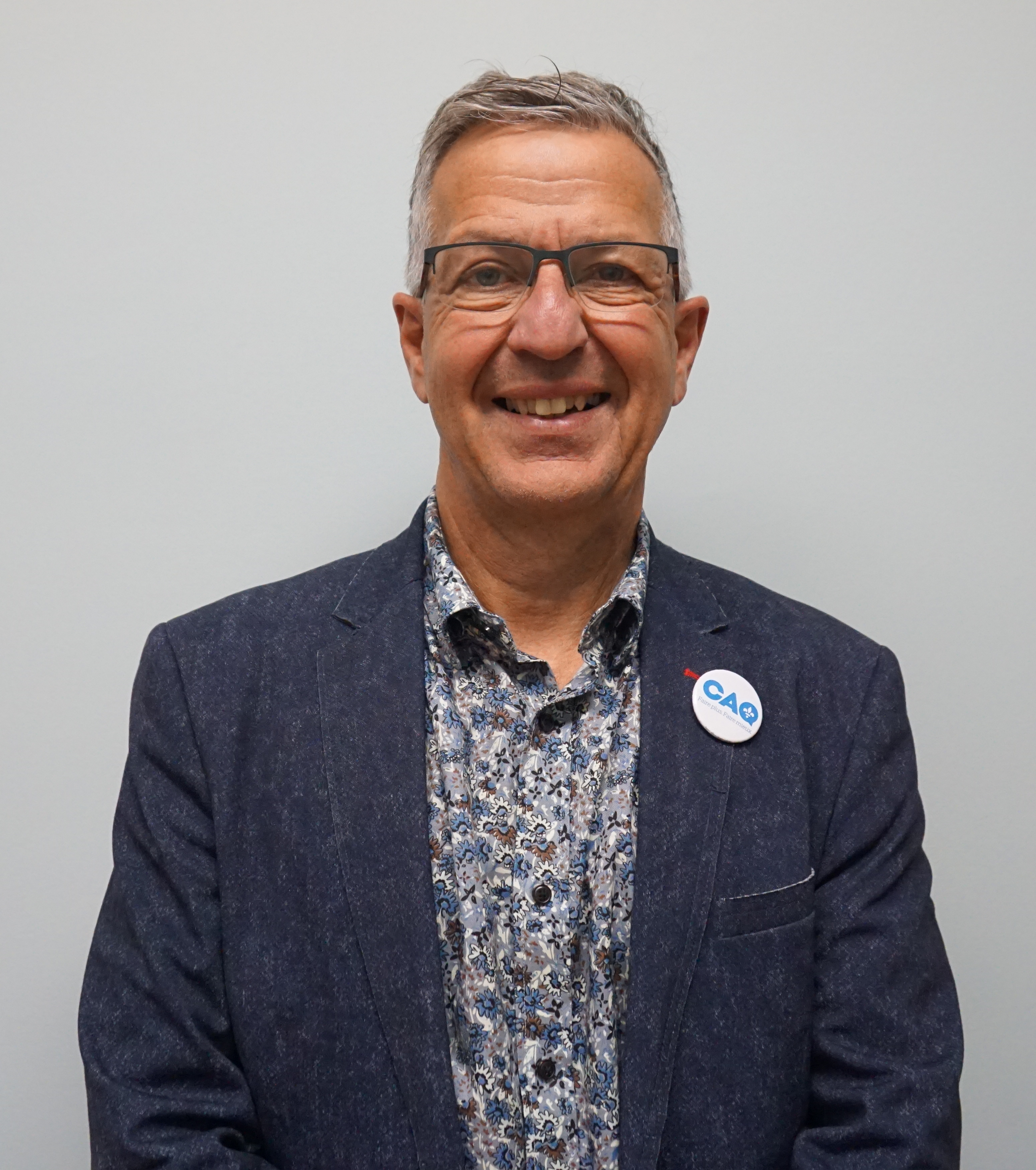
Daniel Bernard est député pour le Parti libéral de 2003 à 2012. Il est actuellement, à nouveau le député de Rouyn-Noranda-Témiscamingue pour la CAQ.
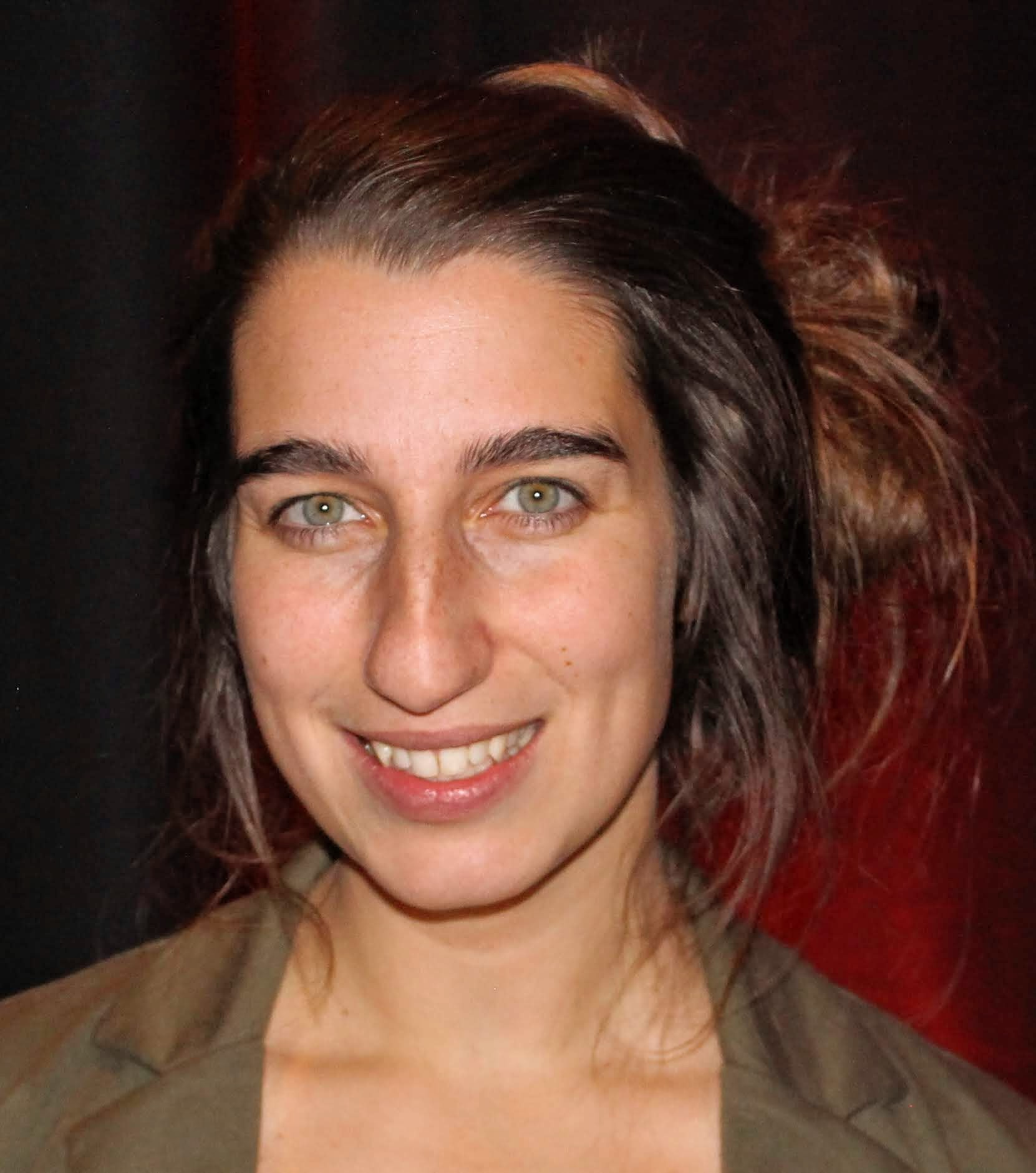
Émilise Lessard-Therrien est député pour Québec solidaire entre 2018 et 2022.

## Résultats électoraux

### Évolution pour les principaux partis
| |
| - Parti québécois - Parti libéral - Union nationale (ancien) - Action démocratique (ancien) - Québec solidaire - Coalition avenir - Parti conservateur |

### Résultats détaillés
|                                                                                               | Nom                                 | Parti            | Nombre de voix | %      | Maj.  |
| --------------------------------------------------------------------------------------------- | ----------------------------------- | ---------------- | -------------- | ------ | ----- |
|                                                                                               | Daniel Bernard                      | Coalition avenir | 12 975         | 45,2 % | 4 085 |
|                                                                                               | Émilise Lessard-Therrien (sortante) | Québec solidaire | 8 890          | 30,9 % | -     |
|                                                                                               | Jean-François Vachon                | Parti québécois  | 3 232          | 11,2 % | -     |
|                                                                                               | Robert Daigle                       | Conservateur     | 2 202          | 7,7 %  | -     |
|                                                                                               | Arnaud Warolin                      | Libéral          | 1 255          | 4,4 %  | -     |
|                                                                                               | Chantal Corswarem                   | Vert             | 178            | 0,6 %  | -     |
| Total                                                                                         | Total                               | Total            | 28 732         | 100 %  |       |
| Le taux de participation lors de l'élection était de 64,9 % et 310 bulletins ont été rejetés. |                                     |                  |                |        |       |

|                                                                                               | Nom                      | Parti               | Nombre de voix | %      | Maj. |
| --------------------------------------------------------------------------------------------- | ------------------------ | ------------------- | -------------- | ------ | ---- |
|                                                                                               | Émilise Lessard-Therrien | Québec solidaire    | 9 304          | 32,1 % | 506  |
|                                                                                               | Jérémy G. Bélanger       | Coalition avenir    | 8 798          | 30,3 % | -    |
|                                                                                               | Gilles Chapadeau         | Parti québécois     | 5 311          | 18,3 % | -    |
|                                                                                               | Luc Blanchette (sortant) | Libéral             | 4 753          | 16,4 % | -    |
|                                                                                               | Jessica Wells            | Vert                | 389            | 1,3 %  | -    |
|                                                                                               | Guillaume Lanouette      | Conservateur        | 253            | 0,9 %  | -    |
|                                                                                               | Fernand St-Georges       | Citoyens au pouvoir | 195            | 0,7 %  | -    |
| Total                                                                                         | Total                    | Total               | 29 003         | 100 %  |      |
| Le taux de participation lors de l'élection était de 65,6 % et 400 bulletins ont été rejetés. |                          |                     |                |        |      |

## Référendums
|  | 1992 | Accord de Charlottetown | 36,78 % | 63,22 % | 31 117 | 77,57 % |
|  | 1995 | Référendum de 1995      | 54,37 % | 45,63 % | 37 803 | 91,84 % |